# Brasão de armas do Haiti

Brasão de Armas do Haiti

O brasão de armas do Haiti consiste em uma palmeira coroada pelo gorro frígio com as cores da bandeira nacional. Ao pé da palmeira aparece representado um tambor e de cada lado da mesma, três rifles com baionetas, o mesmo número de bandeiras nacionais e diversos armamentos, destacando dois canhões, um de cada lado. Na parte inferior aparece o lema nacional, "L'Union fait la force" ("A união faz a força") em uma faixa branca. O escudo aparece no centro da bandeira nacional, dentro de um quadrado de cor branca.